# Leo Poppe
Leo Poppe (Brugge, 27 november 1881 - Oostende, 24 mei 1968) was een Belgisch kunstschilder en tekenaar, behorende tot de zogenaamde Brugse School.

## Levensloop
Poppe was een zoon van meester-steenhouwer Julien Poppe (1858-1928) en van Leonie Caestecker (1860-1931). Hij was de broer van beeldhouwer Michel Poppe (1883-1976).
Van 1894 tot 1901 was hij leerling aan de Academie voor Schone Kunsten Brugge, waar hij onder meer Pierre Raoux, Edmond Van Hove, Gustaaf Pickery en Oscar De Breuck als leermeesters had. Hij werkte in die jaren tevens bij de goudborduurder A.E. Grossé en bij de drukker Desclée de Brouwer. Tijdens zijn legerdienst van 1901 tot 1904 volgde hij lessen in tekenen aan de Koninklijke Academie  voor Schone Kunsten van Brussel.
In 1904 werd hij tekenaar bij het Geografisch Instituut Ter Kameren in Brussel. In 1908 trouwde hij met Alice Petyt (Brugge 1875-1958). Ze woonden aan de Hoefijzerlaan in Brugge en kregen een enige zoon.
Tijdens de Eerste Wereldoorlog werd hij geïnterneerd in het Kamp van Zeist, met de naar Nederland uitgeweken Belgische troepen. Hij werd er leraar tekenen en bleef dit tot het einde van de oorlog. Vanaf 1916 kon hij zelfstandig gaan wonen in Soesterberg en zijn vrouw en zijn zoon voegden zich bij hem. Hij kon toen in hun levensonderhoud voorzien door het maken van reclametekeningen voor Amsterdamse handelszaken. Hij gaf ook schilder- en tekenlessen aan uitgeweken Belgen.
In 1919 keerde hij naar België terug en was nog gedurende een jaar werkzaam in het Geografisch Instituut. In 1921 opende hij een antiekzaak in de Sint-Jorisstraat. Hij vatte ook het restaureren van meubelen en van oude schilderijen aan. Hij hield deze activiteit vol tot in 1960. Hij verhuisde toen naar Oostende, waar hij zijn intrek nam bij zijn zoon.
Na tijdens de oorlog vooral talrijke tekeningen te hebben geproduceerd, legde hij zich vanaf 1930 meer op het schilderen toe. Hij behoort geografisch en door zijn opleiding tot de Brugse School, hoewel hij slechts marginaal behoorde tot de schilders van stadsgezichten. 
Hij maakte portretten (zijn moeder, zijn grootmoeder, heel wat clowns, twee zelfportretten) en heel wat stillevens en bloemstukken.